# Phyllophaga guapiles
Phyllophaga guapiles är en skalbaggsart som beskrevs av Saylor 1941. Phyllophaga guapiles ingår i släktet Phyllophaga och familjen Melolonthidae. Inga underarter finns listade i Catalogue of Life.